# Robert Bachner
Robert Bachner (* 27. April 1972 in Vöcklabruck) ist ein österreichischer Jazzmusiker (Posaune, Komposition, Bandleader).

## Leben und Wirken
Bachner, dessen älterer Bruder der Saxophonist Christian Bachner ist, erhielt durch seine Eltern musikalische Grundlagen vermittelt. Ab dem Alter von 10 Jahren spielte er Euphonium, um vierzehnjährig zur Posaune zu wechseln. 1991 bis 1995 studierte er Jazz-Posaune am Bruckner-Konservatorium Linz bei Christian Radovan; daran schloss sich ein Kompositionsstudium am Konservatorium der Stadt Wien bei Thomas Huber und Karl Heinz Czadek an. Im Jahr 2000 weilte er an der New School University in New York City bei Conrad Herwig. Auch absolvierte er Meisterklassen und Privatstunden bei George Lewis, Ed Neumeister, Hugh Fraser, Bill Watrous, Robin Eubanks und anderen.
Seit Mitte der 1990er Jahre gehört er dem Upper Austrian Jazz Orchestra und der Gruppe Heavy Tuba an. Zwischen 1996 und 2008 war er Mitglied des Vienna Art Orchestra; auch spielte er im Quintett von Achim Tang, bei Nouvelle Cuisine, der Lungau Big Band und dem Concert Jazz Orchestra Vienna. Weiterhin tritt er im Flip Philipp & Ed Partyka Dectet auf, in der Jazz Big Band Graz, den Gruppen Schwarzmarkt und Chameleon Changes sowie dem Bastian Stein Oktett. Unter eigenem Namen veröffentlichte er mehrere Alben mit seinem Quintett und eine Big-Band-CD sowie ein Duoalbum mit Helmar Hill. In seinem neuesten Projekt Count Phenomium widmet sich Bachner verstärkt dem Euphonium. Neben Kompositionen für eigene Projekte schreibt Bachner u. a. auch für Heavy Tuba oder das Upper Austrian Jazz Orchestra. Auch ist er auf Tonträgern von Andy Lee Lang und Dorretta Carter zu hören und arbeitet mit seiner Frau, der Sängerin Karin Bachner.
Bachners „Spiel vereint einen warmen, vollen und ausdrucksstarken Ton mit stupender Technik und beeindruckendem Tonumfang“; er gehört in Österreich „zu den gefragtesten und innovativsten Posaunisten“.

## Preise und Auszeichnungen
Bachner erhielt 2006 den Hans-Koller-Preis in der Rubrik „CD des Jahres“ für Travelling Hard.

## Lexikalische Einträge
- Georg Demcisin: Robert Bachner. In: Oesterreichisches Musiklexikon. Online-Ausgabe, Wien 2002 ff., ISBN 3-7001-3077-5; Druckausgabe: Band 1, Verlag der Österreichischen Akademie der Wissenschaften, Wien 2002, ISBN 3-7001-3043-0.